# Manuel María Flores
Manuel María Flores (San Andrés Chalchicomula, 1840 – Città del Messico, 1885) è stato uno scrittore e poeta messicano.
È considerato uno dei più importanti poeti romantici latino-americani.

## Biografia
Nacque a Puebla e studiò filosofia nel collegio di San Juan di Letrán, che abbandonò nel 1859 per partecipare alla Guerra di Riforma messicana dalla parte del Partito Liberale. Si caratterizzò per uno stile di vita di vero bohémien, romantico nelle sue azioni e gesta prima ancora di ritrovare una corrispondenza nella poesia.
Durante il secondo intervento francese in Messico partecipò alla resistenza contro i transalpini e fu fatto prigioniero e rinchiuso nella fortezza di San Carlos de Perote. Liberato nel 1867 venne eletto deputato nelle file del partito liberale e si unì al movimento di scrittori guidato da Ignacio Manuel Altamirano. Strinse una forte amicizia con Manuel Acuña, assieme al quale pubblicò vari libri poetici. A causa di una terribile malattia divenne cieco e morì in una condizione di miseria.
La sua prima e fondamentale opera poetica fu Pasionarias, pubblicata a Puebla nel 1874 e in seguito ristampato in edizioni rivedute ed estese a Parigi e a Barcellona.
Nel 1912 a Parigi apparve il libro postumo Poesias ineditas, che confermò il talento letterario del poeta; e più di un centinaio di anni dopo la sua nascita, nel 1953 fu stampato Rosas caídas, il suo diario.
Flores è stato un poeta romantico seguace di modelli francesi, soprattutto Alfred de Musset, e spagnoli, come ad esempio Bécquer, e il tema attorno al quale ruotano tutte le sue liriche è l'amore. Amore visto sia sotto un'ottica positiva, e quindi osannato come principio primario della vita e dell'universo, ma anche sotto una luce negativa, come origine del dolore e della sofferenza, ma sempre cantato con grandi slanci sensuali, passioni e voluttà che fecero scandalizzare vari critici letterari, tra i quali L. G. Urbina che sostenne nei riguardi dell'artista: «una fiamma sensuale lambiva la sua ispirazione fino a incendiarla...morì divorato dal medesimo fuoco che ardeva nei suoi canti».
Questa "fiamma sensuale" ispirò a Flores immagini di rara efficacia, fantasia e originalità letteraria, come ad esempio Tristeza o Bajo las Palmas, che lo misero in evidenza all'interno della letteratura latino-americana. Alcune sue liriche tuttavia risultarono parzialmente prive di originalità e scritte in un linguaggio popolare e, talvolta, licenzioso.
Da annoverare e ricordare alcune sue pregevoli traduzioni poetiche, che spaziarono da Dante a Hugo e a Byron.
Vanno menzionati anche alcuni poemi di argomento patriottico, come Oda a la patria e Al pie de la Cruz.
Ebbe una relazione sentimentale con Rosario de la Peña, musa ispiratrice di altri grandi poeti, come José Martí e Manuel Acuña, che si è suicidato per lei.